# 행복기숙사
행복기숙사는 2012년부터  한국사학진흥재단이  공공기금을 활용해 사립대 부지 및 국·공유지에 기숙사를 건립하는 사업이다.

## 사업목적
행복기숙사는 한국사학진흥재단이 추진하는 국정과제와 연계하여 추진하는 사업으로, 사학진흥기금(공공자금관리기금, 주택도시기금)을 활용한 기숙사를 건립하여 대학생의 거주(경제적)부담 완화와 거주여건 개선에 기여함을 목적으로 한다.

## 추진방향
① 기숙사 신축·증·개축
   ② RC 기숙사 신축·증·개축
   ③ 기숙사 리모델링
   ④ 기숙사 복합시설
   ⑤ 건축계약 체결 및 착공사업

## 사업 유형별

### 행복(공공)기숙사
대학생들의 경제적 부담 경감과 주거안정을 위해  국토교통부와 공동으로 대학 내 부지에 비용이 저렴한 기숙사를 건립하여 해당 학교의 학생들에게 제공하는 기숙사다.
건물이 완공되면 학교에 소유권이 넘어가고, 한국사학진흥재단 등이 설립한 특수목적법인(SPC)이 30년 동안 운영하며 투자금을 회수한다.

### 행복(연합)기숙사
대학생들의 경제적 부담 경감과 주거안정을 위해  국·공유지, 사립대학법인부지, 공공기관부지 등에 공공기금으로 건립. 다수 대학의 학생이 함께 사용하는 기숙사다.
지자체에서는 '도시재생사업'의 일환으로 행복기숙사를 유치한다,
건물이 완공되면 부지소유권자에 소유권이 넘어가고, 한국사학진흥재단 등이 설립한 특수목적법인(SPC)이 30년 동안 운영하며 투자금을 회수한다.

### 글로벌교류센터
대학생들의 경제적 부담 경감과 주거안정을 위해 우수 외국인 유학생 유치와 지자체 국제화 촉진을 위한 외국인 유학생 거주 여건 개선 및 정착지원을 하는 기숙사이다.

## 문제및 논란
행복기숙사는 정부의 주거지 정책 중 하나로 대학생 주거비 부담 완화를 위해 추진된 사업이나 대학교 인근의 지역 주민들이 안전과 소음 문제, 풍기문란 등의 이유로 끊임없이 반발하기도 했다.